# Henri Dufaux
Henri Dufaux (Chens-sur-Léman, 18 settembre 1879 – Ginevra, 25 dicembre 1980) è stato un imprenditore, pittore e politico francese naturalizzato svizzero, pioniere dell'aviazione svizzera.

## Biografia
Era figlio di Noémie de Rochefort Luçay e di un pittore, scultore e ritrattista localmente celebre, Frédéric Dufaux. Il suo nonno materno era lo scrittore Henri Rochefort che finanziò i suoi progetti iniziali nel campo dell'aeronautica. Era il maggiore di tre fratelli, e il suo fratello minore Armand, fu anch'esso pioniere dell'aviazione e socio del fratello.
Studiò belle arti a Ginevra, Firenze e Parigi e fu allievo di Barthélemy Menn a Ginevra.
Nel 1898 inventò un motore che poteva essere montato su una bicicletta, che lo portò a creare la società H. & A. Dufaux Fils (HADF) con François Cuillery e Edouard Demole, con sede a Carouge nel cantone di Ginevra.
Nel 1902, assieme al fratello, che da allora sarebbe sempre stato suo socio, realizzò un progetto per un aeromobile a decollo verticale.
Iniziarono la commercializzazione del motore per bicicletta con il nome di Motosacoche.
Il 24 febbraio 1904 depositarono il brevetto per un elicottero. L'anno seguente presentarono un esemplare dell'elicottero al Salone dell'automobile di Ginevra ad aprile-maggio 1905 e dal 12 al 14 maggio dello stesso anno realizzarono una dimostrazione presso  l'Aéro-Club de France.
Nel 1906 realizzarono il progetto di un motore da 120 cavalli per un elicottero in scala normale il cui prototipo venne realizzato nel 1907.
Iniziarono la costruzione dell'elicottero nel 1908 ma dopo un insuccesso abbandonarono l'idea di un veicolo a propulsione verticale. Si applicarono allora per la progettazione di un biplano, il Dufaux 4 ma il prototipo ebbe un incidente al primo decollo e si danneggiò.
Il 28 agosto 1910, Armand riuscì a realizzare il sorvolo del lago di Ginevra, da Noville a Ginevra, guadagnando un premio di 5.000 franchi svizzeri. Si trattò di un nuovo record del mondo sulla distanza, il doppio di quella percorsa da Blériot sul canale della Manica (25.07.1909).
Nel novembre 1910, Ernest Failloubaz pilotò un Dufaux 5 e nel maggio dell'anno seguente Armand lo presentò ad Issy-les-Moulineaux. A quel punto i due fratelli cedettero l'attività abbandonando l'aviazione.
Dopo un viaggio negli Stati Uniti d'America, assieme al fratello, Henri tornò in patria e si dedicò alla pittura.
Nel 1920 divenne consigliere comunale di Ginevra e dal 1922 al 1939 viaggiò per il mondo divenendo un  "pittore coloniale".
Continuò a praticare la pittura non disdegnado di occuparsi di altre invenzioni e morì all'età di 101 anni.

## Onorificenze
Il 13 marzo 1931 ricevette la Légion d'honneur assieme a suo fratello Armand.